# Siedlung Schmillenburg
Die Siedlung Schmillenburg ist ein Ortsteil im Stadtteil Kippekausen von Bergisch Gladbach.

## Etymologie
Der Name geht auf die örtlich vorkommende Pflanzenart Schmielgras zurück.

## Lage und Beschreibung
Die Siedlung Schmillenburg liegt östlich der Dolmanstraße und nördlich von Neu-Frankenforst. 

## Geschichte
Sie entstand Anfang der 1950er Jahre, um dem akuten Wohnungsmangel infolge der Beschlagnahme von Wohnungen durch alliierte Besatzungsmächte zu begegnen. Dazu erwarb die Stadt günstig das Areal von Johann Lautz (1894–1951), nach dem der örtliche Dr.-Lautz-Weg benannt ist. Die Familie Lautz erwarb 1850 Kippekausen.
Am 12. September 1953 konnten 51 Häuser eingeweiht werden.